# Marie Byrd Seamount
Marie Byrd Seamount – góry podwodne na Oceanie Południowym. Składają się z 8 dużych wulkanów i wielu pomniejszych wzniesień. Rozciągają się wzdłuż wybrzeży Antarktydy Zachodniej na długości 800 km i zajmują powierzchnię 20000 km². Ich nazwa pochodzi od pobliskiej Ziemi Marii Byrd i została zatwierdzona przez organizację Advisory Committee for Undersea Features w czerwcu 1988 roku. 